# Enix (empresa)
Enix Corporation (株式会社エニックス Kabushiki-gaisha Enikkusu?) fue una empresa japonesa dedicada a los videojuegos, manga, revistas y productos comerciales. Fue fundada en 1975 por Yasuhiro Fukushima, y a partir de 1982 se centró en el desarrollo de videojuegos.
Dentro del sector del videojuego, Enix se dedicaba a editar y distribuir proyectos de estudios como Tri-Ace, Chunsoft, Tose y Quintet. La empresa tuvo su mayor éxito con el lanzamiento en 1986 de la serie Dragon Quest, una aventura de rol creada por Yūji Horii, Kōichi Nakamura y Koichi Sugiyama, que terminaría convirtiéndose en una de las franquicias más populares en Japón.Además publicó obras como Door Door (1983), ActRaiser (1990), Illusion of Time (1993), Star Ocean (1996), Bust a Groove (1998) y Valkyrie Profile (1999). En manga fundó el sello Gangan Comics, con varias revistas para cada sector demográfico y series como Fullmetal Alchemist. También mantuvo subsidiarias en sectores ligados al desarrollo tecnológico y la educación.
A comienzos de los años 2000, Enix tuvo pérdidas y planteó fusionarse con otras compañías. Al final llegaron a un acuerdo con Squaresoft, un rival directo en una situación muy similar, que llevó a la creación de Square Enix a partir del 1 de abril de 2003.

## Historia
Enix fue fundada el 22 de septiembre de 1975 por Yasuhiro Fukushima, un arquitecto reconvertido en empresario, bajo el nombre de «Eidansha Boshu». En origen se trataba de una editorial centrada en vender espacios publicitarios para inmobiliarias. Después de varios negocios fallidos, en 1982 reestructuró su empresa para convertirla en una distribuidora de videojuegos como «Enix Corporation», un acrónimo de la computadora ENIAC y el ave fénix.
Con el objetivo de captar a desarrolladores, Enix patrocinó un concurso de programación de videojuegos con premios en metálico. Entre los vencedores destacaron Yūji Horii con el deportivo Love Match Tennis; Kazuro Morita con el juego de estrategia Morita's Battlefield; y Kōichi Nakamura con el puzle Door Door. Este último se convirtió en 1983 en el primer videojuego publicado por Enix. Posteriormente, Enix subcontrató a pequeños estudios para publicar sus juegos en el mercado japonés, principalmente en sistemas como Famicom y NEC PC.
En 1985 se inició el desarrollo de Dragon Quest, un videojuego de rol para un público que no estuviese familiarizado con el género. Yūji Horii y Kōichi Nakamura asumieron la dirección, con banda sonora de Koichi Sugiyama y diseño artístico del mangaka Akira Toriyama. Dragon Quest salió a la venta en mayo de 1986, logró vender más de dos millones de copias y se convirtió en la franquicia más rentable de Enix, si bien su éxito estuvo limitado durante años a Japón. Horii desarrolló los siguientes cinco títulos de Dragon Quest a través del estudio Chunsoft y posteriormente lanzó una nueva serie de juegos, Fortune Street. Enix también publicó una secuela de su saga principal, Dragon Quest Monsters, desarrollada por el estudio Tose.
El grupo mantuvo su política de acuerdos con desarrolladores terceros. Quintet fue el más conocido por ocuparse de títulos emblemáticos de Super Nintendo como ActRaiser (1990), Soul Blazer (1992), Illusion of Time (1993) y Terranigma (1995). Otros fueron Tri-Ace, responsable de las series Star Ocean y Valkyrie Profile; Treasure, a cargo de Mischief Makers, y Metro Corporation, con el juego de baile Bust a Groove. También publicó dos títulos occidentales en Japón: Riven (1997) y Tomb Raider III (1999).
Al margen del videojuego, Enix decidió crear una editorial para no depender exclusivamente de los ingresos de Dragon Quest. En un primer momento se centró en la edición de guías de videojuegos, y en marzo de 1991 puso en marcha un sello de manga, Gangan Comics, con el lanzamiento de la revista Gekkan Shōnen Gangan entre otras publicaciones. En la década de 1990 amplió la estrategia a otros sectores como el desarrollo tecnológico y la educación.
A comienzos de los años 2000, Enix asumió pérdidas por el retraso en el lanzamiento de Dragon Quest VII (2000) y Dragon Quest Monsters 2 (2001), y por el alza de costes en el desarrollo de videojuegos. Además, varios editores de manga se marcharon de Gangan para fundar una nueva compañía, Mag Garden, que compitió directamente con ellos a través de la revista Comic Blade. El desempeño de la división de manga mejoró gracias al lanzamiento de Fullmetal Alchemist, que se convirtió en un éxito de ventas y llegó a contar con dos animes.
En 2001, Enix puso en marcha las negociaciones para fusionarse con Squaresoft, responsable de la franquicia Final Fantasy y que atravesaba una situación similar. Las conversaciones se detuvieron después de que Square quedase muy debilitada por el fracaso de la película Final Fantasy: The Spirits Within, pero las buenas ventas de Final Fantasy X (2001) y Kingdom Hearts (2002) llevaron a que ambas partes las retomasen. El 26 de noviembre de 2002 se llegó a un acuerdo de fusión por el cual Enix absorbía todas las propiedades de Squaresoft y asumía un canje de acciones más favorable: una acción de Square por 0,85 de Enix. La compañía resultante, Square Enix, se puso en marcha el 1 de abril de 2003.